# Nobuyuki Katō
Nobuyuki Katō (jap. 加藤 信幸, Katō Nobuyuki; * 2. Januar 1920) ist ein ehemaliger japanischer Fußballspieler.

## Nationalmannschaft
1951 debütierte Katō für die japanische Fußballnationalmannschaft. Mit der japanischen Nationalmannschaft qualifizierte er sich für die Asienspiele 1951.